# Dasyatis dipterura
Dasyatis dipterura är en rockeart som först beskrevs av David Starr Jordan och Charles Henry Gilbert 1880.  Dasyatis dipterura ingår i släktet Dasyatis och familjen spjutrockor. IUCN kategoriserar arten globalt som otillräckligt studerad. Inga underarter finns listade i Catalogue of Life.